# 도로테아시

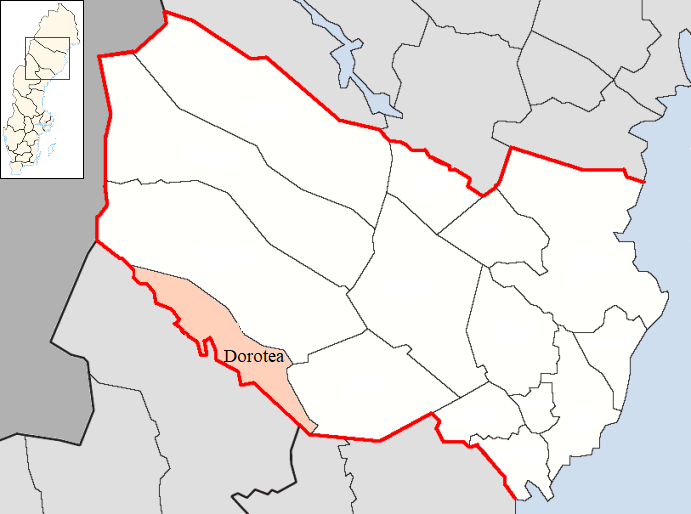
도로테아 시의 위치

도로테아시(스웨덴어: Dorotea kommun)는 스웨덴 베스테르보텐주에 위치한 지방 자치체로 행정 중심지는 도로테아이며 면적은 2,939.9km2, 인구는 2,719명(2016년 12월 31일 기준), 인구 밀도는 0.92명/km2이다.

시 문장